# 巴托洛梅奥·科莱奥尼
巴托洛梅奥·科莱奥尼（英語：Bartolomeo Colleoni），（1400年—1475年），文艺复兴时期欧洲威尼斯军事将领与风云人物，早年即接受严格的军事训练，后加入军队参加作战，常年在军中担任要职，他凭借治军有方而闻名遐迩，死后被后人立像加以纪念。

## 扩展阅读
- Rendina, Claudio. . Rome: Newton Compton. 1994.
- 本条目包含来自公有领域出版物的文本: Chisholm, Hugh (编).  (第11版). London: Cambridge University Press. 1911.